# Agapit Vallmitjana i Abarca

Agapit Vallmitjana i Abarca (Barcelona, 1850 - 1915) va ser un escultor català. Fill de Venanci Vallmitjana Barbany, fou col·laborador constant del seu pare. Exercí com a professor a la Llotja des de 1902. Fou premiat en diverses exposicions nacionals de Madrid, entre 1884 i 1908. La seva obra comença amb petites escultures de fang, però fou en el gènere animalístic en què reeixí, sobretot a partir de 1882. Essencialment animalista (realitzà Caçador de lleons (1883) del parc de la Ciutadella i els lleons del monument a Colom a Barcelona i Lleona amb els seus cadells), a més de diverses obres de temàtica diversa. 

## Biografia
Agapit Vallmitjana i Abarca va néixer a Barcelona l'any 1850, al bell mig d'una família d'artistes que ben aviat veuria continuada aquesta tendència artística. Fill de l'escultor Venanci Vallmitjana i Barbany (1826-1919), nebot del també escultor Agapit Vallmitjana i Barbany, i cosí dels pintors Pere i Agapit Casas i Abarca. Aquests últims van dedicar un sentit homenatge als tres escultors Vallmitjana, en una exposició realitzada a la sala Gran de la Sala Parés, l'any 1929, on van exposar-se escultures dels tres Vallmitjana, pintures d'Hemenegildo Daunes, els quatre ja desapareguts.

Va iniciar la seva carrera com a escultor cap al 1880 i fou deixeble del seu pare i el seu oncle al taller que ambdós compartien. D'inici, va guanyar renom amb petites obres de materials assequibles com la terracota o el guix bronzejat imitant el bronze, fent que el seu taller es fes important a la ciutat amb reproduccions de temes mitològics o costumistes, que en molts casos tenien una empremta àrab, que es popularitzaren com a elements decoratius del modernisme i que, com a símbol de la seva importància, de vegades anaven signades amb segell. Són exemples d'aquestes peces la Figura de dona del 1880 i l'Esbós per al monument del general Prim de 1882, que era fet de cera.

Durant la dècada dels 80, se li coneixen diversos grups escultòrics d'animals que visitarien les Exposicions Nacionals de Belles Arts a Madrid, que serien premiats amb medalles de tercera i segona classe en escultura i que el delimitarien com a excepcional escultor animalístic. A més, l'any 1883 va obrir un nou taller escultòric amb el seu pare, a la plaça de la Universitat, que ambdós feien servir per a exposar llurs obres. 

A partir de l'any 1902, va ser professor de dibuix al natural a l'Escola de Belles Arts, a la sucursal que aquesta tenia al carrer del Carme, fins al 1915, en què va morir el dia 10 de juny. Tal com s'expressa en una nota de premsa en el diari La Vanguardia de l'endemà, a l'enterrament varen assistir molts representants de la cultura catalana, a més dels professors de l'Escola de la Llotja. Va presidir l'acte el rector de la Universitat, el director de l'Escola d'Arts i Oficis i Belles Arts, Manuel Fuxà i un germà d'Agapit. 

## Estil
Va ser el més important deixeble dels primers Vallmitjana, Agapit i Venanci. Sent-ne col·laborador, individualment va ser molt menys prolífic, però heretà dels seus mestres un domini excepcional de la tècnica.
En les seves obres, amb una clara tendència cap al realisme naturalista, aconseguia una intensa caracterització escènica, dotant-les de molt pocs elements, mostrant una solidesa i un caràcter propi en cada una d'aquestes; com a exemple, en tenim l'estàtua de Mateo Moraza a la plaça de la Diputació de Vitoria.

També se li reconeix un interès per la temàtica més costumista, no sols del món occidental, del qual seria un exemple el grup escultòric La vaquera, sinó també del món oriental, en què amb l'excusa de tractar els costums d'aquest Orient, va arribar a fer un tractament exquisit del cos dels felins. Ja que estava preocupat per la màxima excel·lència anatòmica, especialment en les formes animalístiques i molt específicament en els felins, és per això que ara és conegut sobretot pel seu treball de gènere animalístic, havent executat gran quantitat de grups de feres.

## Obra

### Escultor animalista

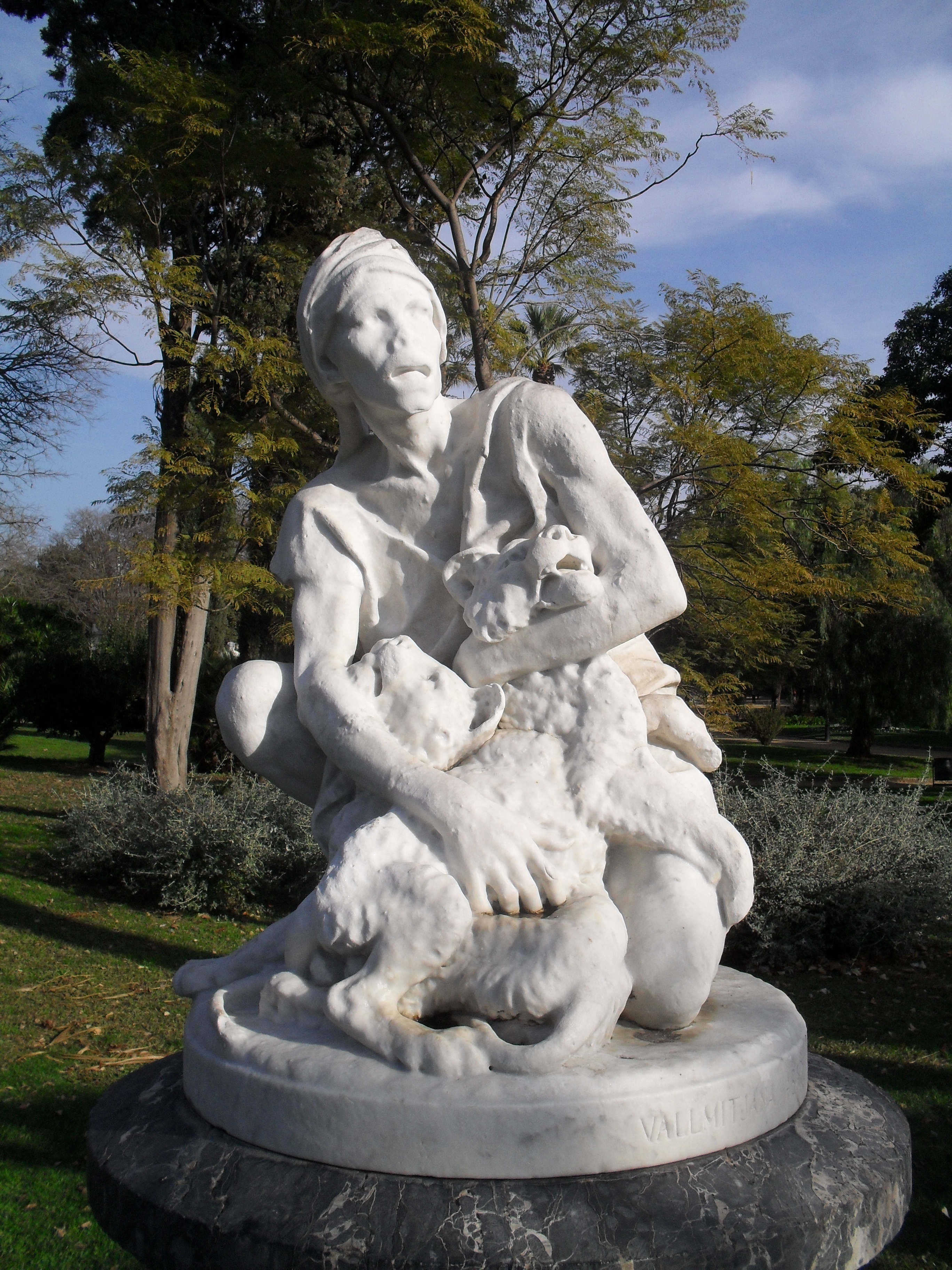
Caçador de lleons al parc de la Ciutadella

La major part d'obres més conegudes d'en Vallmitjana Abarca són de caràcter animalístic. Moltes són, a més, de caràcter urbà; es troben al mig del carrer. Per motius contextuals, en un moment en què Barcelona s'omplia d'escultures commemoratives, i es preparava per a acollir l'Exposició universal de 1888, Agapit Vallmitjana i Abarca va ser cridat per a l'execució d'algunes d'aquestes obres.
Com a expert animalista, l'any 1883 va sortir escollit en concurs el seu projecte per a realitzar els lleons que se situen a la base de l'estàtua de Colom, flanquejant les quatre escalinates d'accés al monument; n'hi ha dos a cada escala, corresponents als punts cardinals.
L'escultura d'un lleó que forma part del passeig del zoo de Barcelona, ubicada a la plaça just davant de l'Aquarama i que va ser col·locada en aquest espai l'any 1992, també és obra seva. S'ha de dir, però, que aquesta és una rèplica i que l'original es troba als magatzems municipals de l'Ajuntament de Barcelona.
També són seus dos lleons que es troben a la graderia al monument a Alfons XIII que hi ha ubicat al parque del Retiro a Madrid, però sembla que són la seva única presència pública en l'ambient escultòric d'aquesta ciutat.
Aquests tres primers exemples de l'escultura pública d'en Vallmitjana Abarca mostren el lleó, que és un símbol de la reialesa, però també del poder, de la justicia, de la saviesa i la sobirania. És clara la simbologia, especialment en el cas del monument d'Alfons XIII, però també del monument a Colom. Però també és utilitzat el lleó com a guardià de la porta; són comuns els lleons vigilants i en aquest bloc podríem mencionar els dos impressionants lleons que flanquegen l'escalinata d'honor al vestíbul del Palau de la Generalitat de Catalunya en el pas cap al pati gòtic. 

La seva obra urbana més important en aquest camp animalista, però, va ser el Caçador de lleons. L'any 1883, va rebre l'encàrrec directe de l'Ajuntament de Barcelona de l'execució en marbre d'aquest grup escultòric per ser col·locat al parc de la Ciutadella, obra que va ser guardonada l'any següent amb medalla de tercera classe a l'Exposició Nacional de Belles Arts de Madrid, entrant així en l'important grup d'escultors que decoraven el parc de la Ciutadella, amb motiu de l'Exposició Universal de 1888. Per aquesta obra va rebre la quantitat de 12.500 pessetes, tal com s'estipula en el contracte subscrit el 30 d'abril de 1883 entre ambdues parts.
Hi ha una altra peça del Caçador de lleons realitzada en terracota i de dimensions més reduïdes que es troba al Museu Nacional d'Art de Catalunya.
També són obra seva les obres fosses al taller del fonedor Frederic Masriera: els dos lleons que flanquegen l'escalinata d'honor al vestíbul del Palau de la Generalitat, que es mencionen més amunt, i l'escultura del gos guardià de raça danesa al peu d'aquesta.
Cap als anys 90, començava a ser valorat com a escultor animalista i, fora del terreny de la decoració urbanística, va realitzar el grup escultòric Lleona amb els seus cadells del 1894, que va presentar a l'Exposició Nacional de Belles Arts de Madrid aquest mateix any, premiat amb medalla de segona classe i elogiat pels mitjans de comunicació. Aquesta obra va ser adquirida per l'estat i avui dia se'n troba una versió en terracota signada per l'artista a la Reial Acadèmia de Belles Arts de Sant Jordi de Barcelona, on va arribar per un donatiu d'en Joan Costa Simon, que l'havia heretada del seu germà, el Dr. Josep Costa Simon. 

Entraria en aquest apartat de l'obra animalista la peça La vaquera, una obra que tal com s'indica en la crònica de l'ABC del 1924, en aquell moment es trobava al Museo de Arte Moderno de Madrid. L'obra va ser realitzada en guix, un material d'una durada més limitada, i que tal com indica l'autor de la crònica, Luis de Cartagena: "(...)esculturas que revelan excelente sentido artístico, inspiración creadora, fácil destreza en la ejecución, debieran perpetuarse en materia definitiva.(...)", demostra una gran tècnica i un interès pel tractament de temes molt pròxims al poble.

### Escultor polifacètic
Tot i que no va ser un escultor gaire prolífic, i que la seva trajectòria vital va ser curta, des dels anys 80 fins a la primera dècada del segle xx, va abordar diferents temàtiques, a més de l'animalística, que mereix un apartat a banda, per ser la més coneguda. 

#### Temàtica religiosa
Quant a la temàtica religiosa, va fer un sant Antoni de Pàdua en terracota, que ara es conserva al Museu Diocesà de Barcelona.
També una escultura de sant Joan al desert en guix, que va ser guardonada amb medalla de tercera classe a l'Exposició Nacional de Belles Arts l'any 1887 i que va adquirir-li l'estat el 14 de novembre d'aquest mateix any per 2.000 pessetes, i dipositada al Museo de Belas Artes de La Coruña quatre dies més tard. En l'actualitat, no es troba exposada i necessita ser restaurada. Es tracta d'una escultura de sant Joan assegut en una roca, mig despullat, utilitzant aquest element com a excusa per a fer un estudi anatòmic exemplar i que és signada a la base: Vallmitjana Abarca; però va ser atribuïda durant anys al seu oncle, ja que durant el segle xix només es mencionava Agapit Vallmitjana, efecte que es produeix en moltes obres.
L'any 1892, va realitzar un grup escultòric religiós que va ser passat al marbre al taller de l'escultor Pablo Carbonell, La visitació, que formaria part del Rosari Monumental de Montserrat, substituint un projecte més ambiciós d'Enric Sagnier que no es va poder dur a terme. En relació amb aquesta obra, apareix una notícia al diari La Vanguardia, el diumenge 12 de gener de l'any 1902, any en què aquesta peça va ser traslladada a Montserrat. Així començava l'article: 
| «                                    | Con destino a Montserrat ha terminado el distinguio escultor Agapito Vallmitjana i Abarca, un grupo en gran tamaño representándo la Visitación de Nuestra Señora, grupo que por la sobriedad en su disposición y por el encanto de la suave ternura que en él impera, cautiva al espectador desde los primeros momentos. Tanto por la sufestiva silueta de las figuras representativas de la Virgen y de Santa Ana, como por la ejecución, en que el artista, con muy buen acierto, ha eliminado cuanto pudiera distraer de la sencillez que quiso fuera la cualidad dominante en su obra, guardando así relación con el fondo de la misma, el grupo que hablamos ha de causar, una vez emplazado en el sitio á que está destinado, excelente impresión.(...) | » |
| — La Vanguardia, 12 de gener de 1902 | |   |

#### Estatuària monumental
En el camp de l'estatuària monumental, a més de realitzar complements animalístics especialment de lleons símbol de fortalesa, va realitzar dues figures de personatges. D'una banda, l'escultura en marbre d'Hernán Cortés que va encarregar-li el senat l'any 1886, que en l'actualitat es troba al Salón de Pasos Perdidos del Senado, a Madrid. I l'estàtua d'en Mateo Moraza, a la plaza de la Diputación de Vitòria, que va realitzar l'any 1894. Ambdues mostren el caràcter de solidesa i senzillesa escultòrica, però a més són exemples del renom que havia pres l'escultor barceloní fora de les fronteres catalanes, arran de l'exposicions nacionals de Belles Arts a Madrid i dels guardons aconseguits.

#### Retrat
I no es pot oblidar, en aquest apartat, el retrat en bust que l'any 1908 va fer del seu pare, Venanci Vallmitjana i que avui dia es conserva a la Reial Acadèmia de Belles Arts de Sant Jordi a Barcelona, en què remarca les faccions del seu progenitor i mestre, en una de les últimes obres que es coneixen o es conserven d'ell. Per la inscripció: A mi padre/A.Vallmitjana Abarca/1908, es creu que va ser un homenatge a aquest i que probablement va ser un donatiu de l'artista a l'acadèmia. Es conserva un exemplar igual en terracota al Museu Nacional d'Art de Catalunya. A més, se sap que va fer un altre retrat al seu pare assegut de mida natural.

## Llistat d'obres
- 1880 - Petites figures:

- - Figura de dona
  - Figura estirada
  - Noi, estudi al natural i gos
- 1882 - petita figura en cera: Esbós per al monument al general Prim

- 1883 - Caçador de lleons
- 1886 - Hernán Cortés. Al Salón de Pasos Perdidos del Senado
- 1887 - 
  - Vuit lleons per a la base del monument a Cristòfor Colom a Barcelona
  - Sant Joan en el desert. Museo de Belas Artes de la Coruña (fora d'exposició), dipòsit del Museo del Prado.
- 1891- Estàtua eqüestre del rei Jaume I el Conqueridor, al Parterre de València
- 1894- Lleona amb els seus cadells: Reial Acadèmia de Belles Arts de Sant Jordi
- 1897 - Grup de camperoles
- 1907 - L'enigma. Museu d'Art Modern de Barcelona
- 1908 - Retrat del seu pare. Reial Acadèmia Catalana de Belles Arts de Sant Jordi
- La vaquera. Museu d'Art Modern de Madrid

## Galeria d'imatges

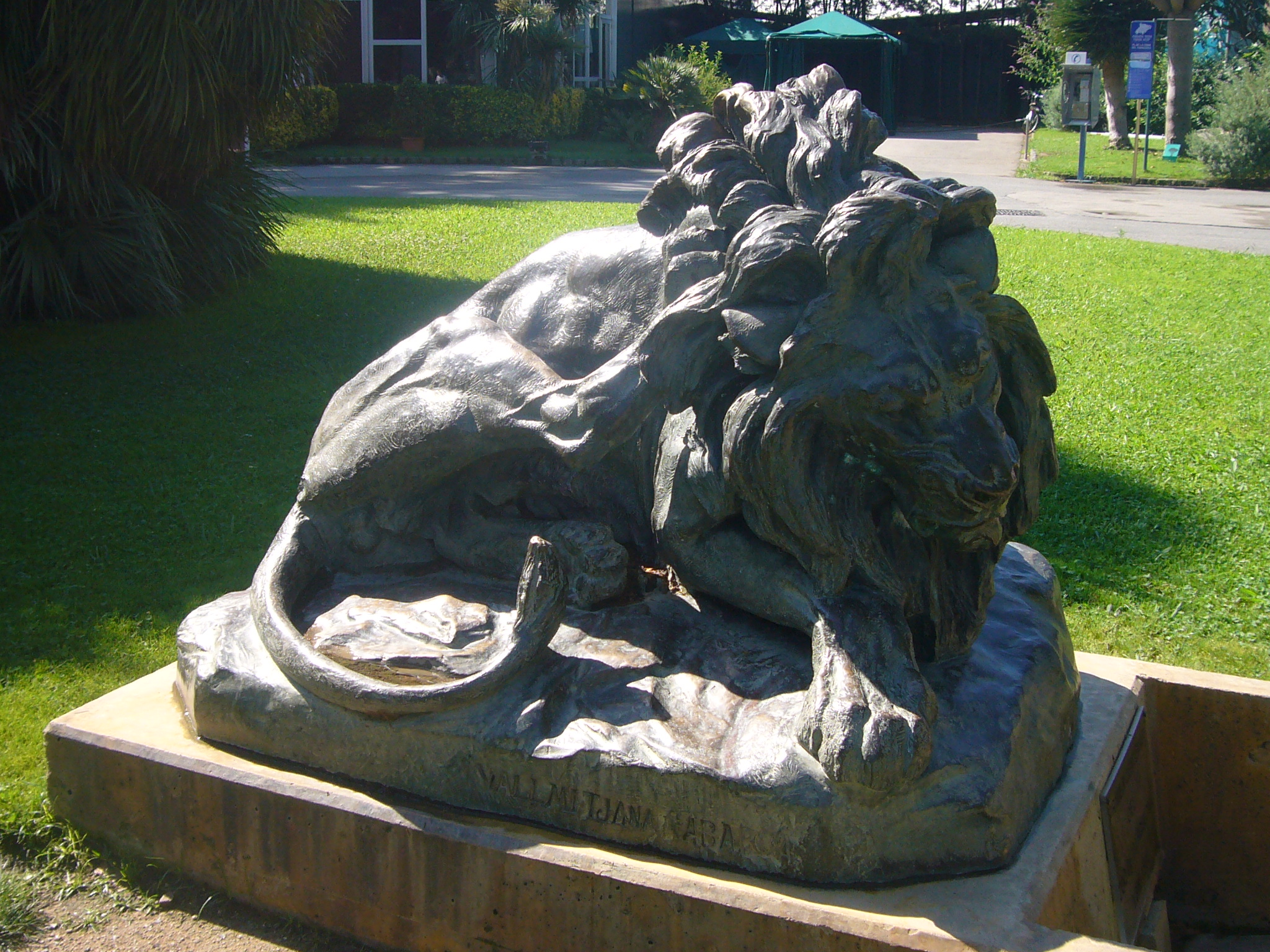
Lleó al zoo de Barcelona
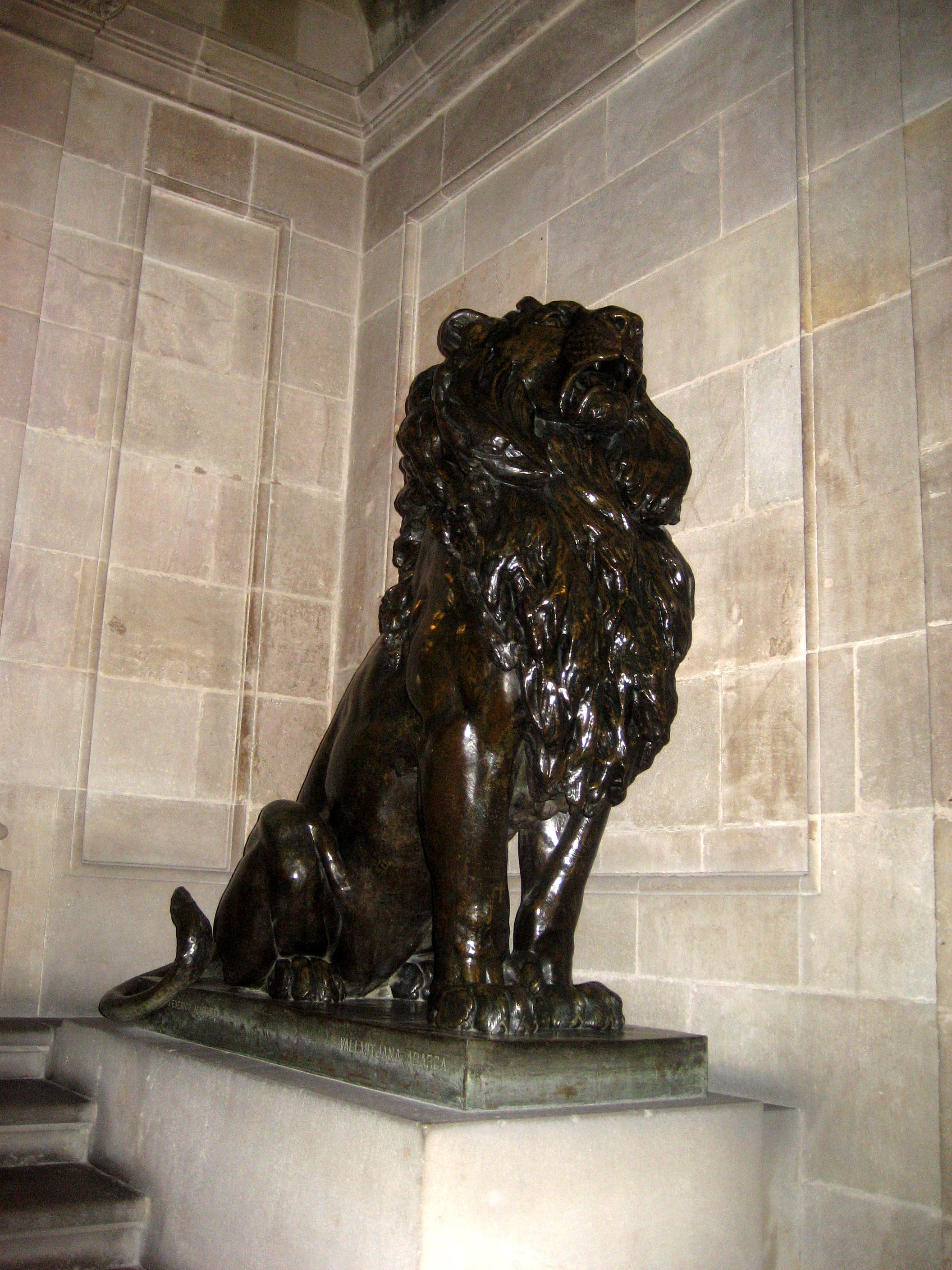
Lleó al palau de la Generalitat
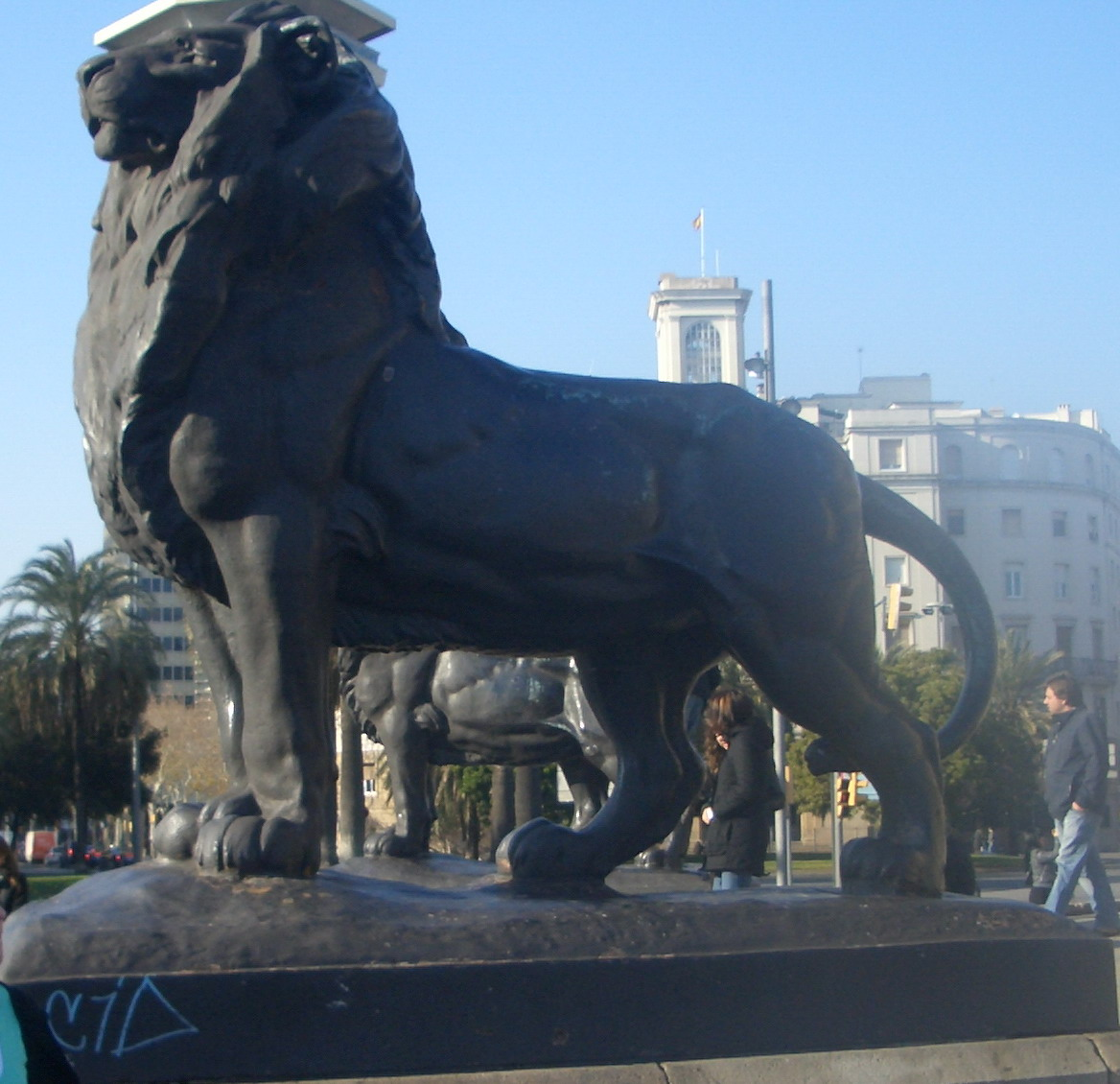
Lleó al monument de Cristòfor Colom, dret
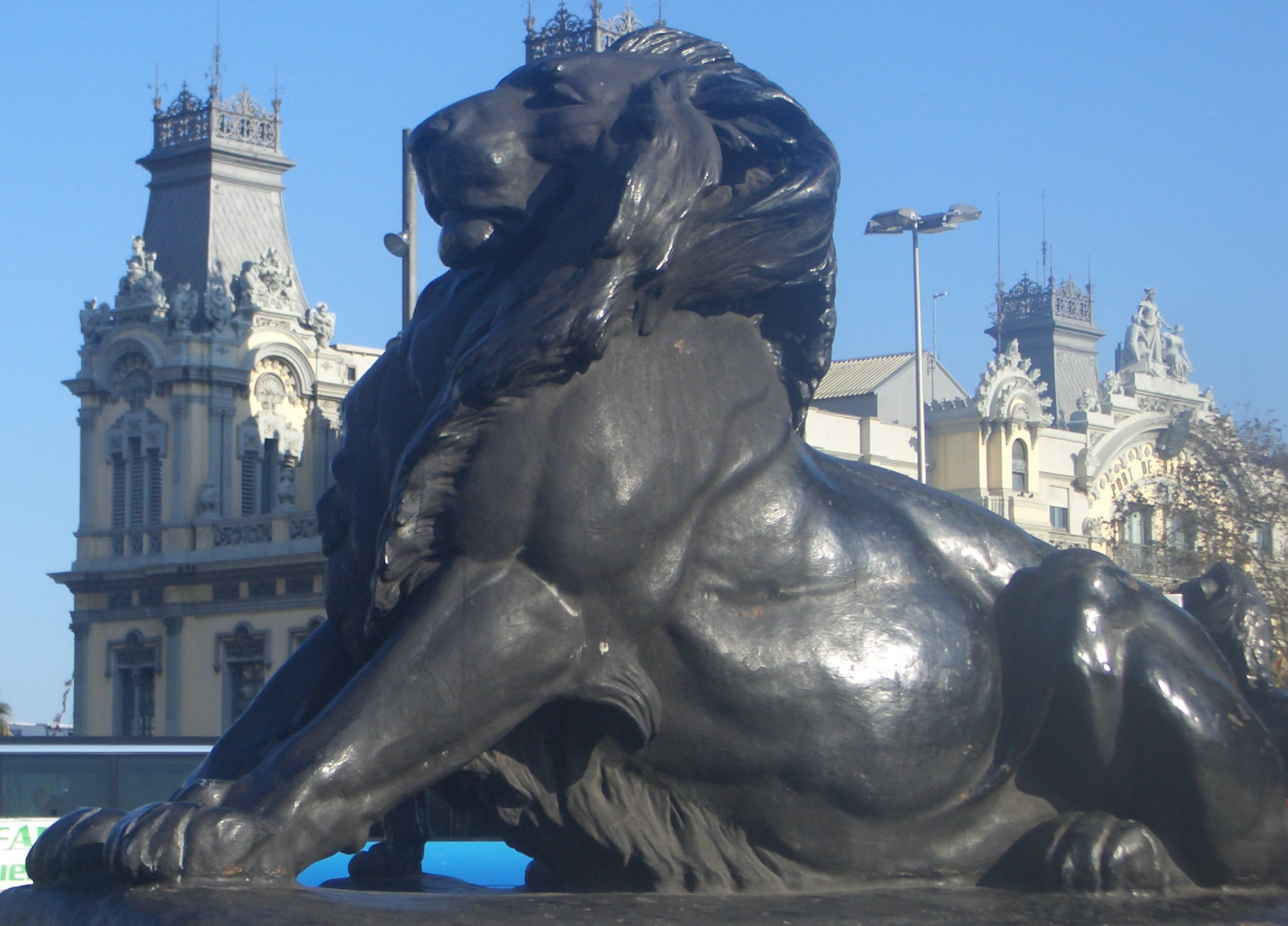
Lleó al monument de Cristòfor Colom, ajagut
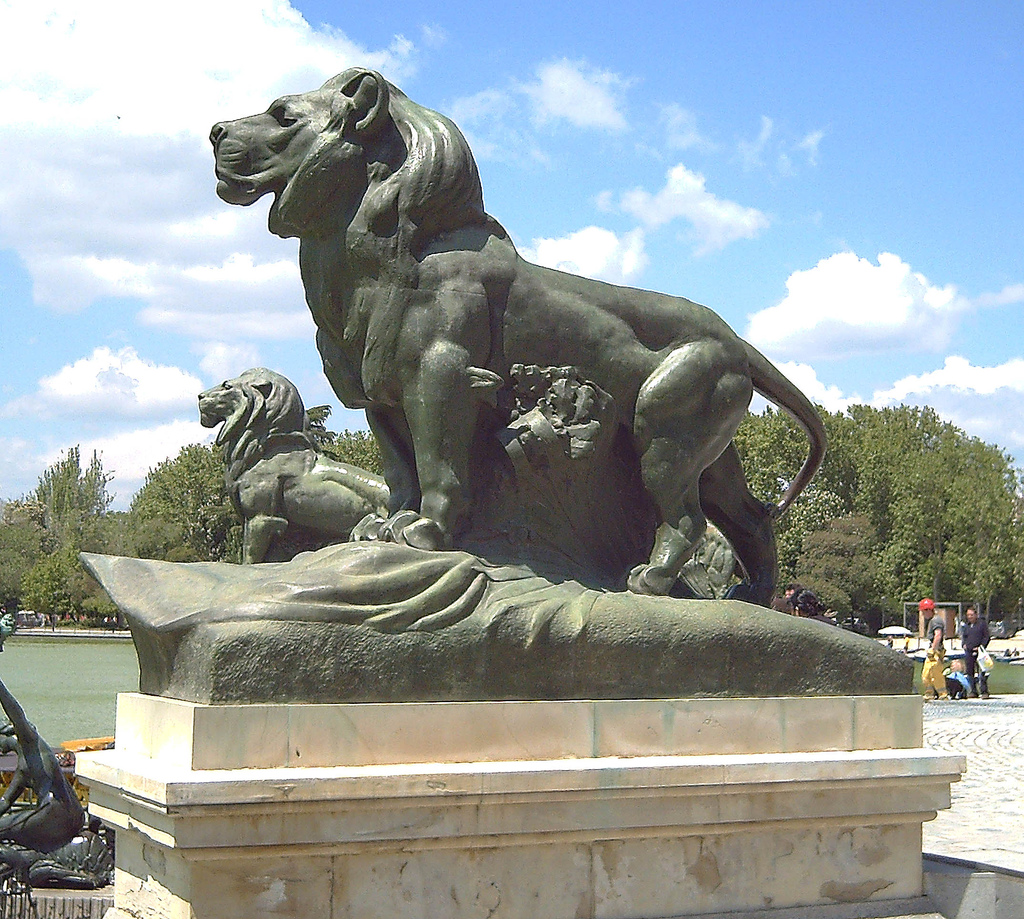
Lleó a les graderies del monument a Alfons XIII al parque del Retiro a Madrid